# Пасічник Микола Трохимович
Мико́ла Трохи́мович Па́січник (1 вересня 1943, Червоне, Народицький район, Житомирська область) — український художник, працює в галузі монументального мистецтва, з 1982 року — член НСХУ.

## З життєпису
1969 року закінчив Київський державний художній інститут. По фаху навчався у педагогів О. Будникова, В. Костецького, К. Трохименко.
Серед його творів:
- «Галілей»,
- «Пісня»,
- «Музика»,
- енкавстика «Танок»,
- вітраж «Київ легендарний».

## Джерело
- НСХУ